# هومبان نومنه سوم
هومبان نومِنَه سوم (به انگلیسی: Humban-numena) یا هومبان نیمنه (به انگلیسی: Humban-nimena) یا اوممان منانو (به آشوری: Ummaanmenanu) یا هوما منانو یا خوما-منانو (به انگلیسی: Khumma-Menanu)، یکی از شاهان ایرانی در دورهٔ ایلام بود. این پادشاه که در پیِ شورشی بر ضد برادرش کوتیرنهونته سوم در پایانِ ژوئیه ۶۹۲ پ.م به تخت نشسته بود،  در ۶۹۱ پ.م به درخواست بابلیان با آشور به نبرد پرداخت و در نبردی سنگین در ناحیه حلوله (به انگلیسی: Halule) در بابل توانست آشوریان را عقب براند. ولی پیروزی قطعی نصیب هیچ‌کدام از دو طرف نشد.  بر پایه نوشته‌های سالنامه‌های بابلی، هومبان نومنه سوم در ژانویه‌ی ۶۸۹پ.م سکته مغزی کرد و در دسامبر ۶۸۹ پ.م درگذشت. 

## کتابشناسی
- قشقائی، حمیدرضا، گاهنمای ایلامیان، تهران، اوگان، ۱۳۹۰.
- قشقائی، حمیدرضا، ملاحظاتی در باره تاریخ ایلام نوین (سده نهم تا ششم پ.م)، ۱۳۸۷.
- کامرون، جرج، ایران در سپیده دم تاریخ، ترجمهٔ حسن انوشه، تهران، علمی و فرهنگی، ۱۳۷۲.
- مجیدزاده، یوسف، تاریخ و تمدن ایلام، تهران، مرکز نشر دانشگاهی، ۱۳۷۰.
- هینتس، والتر، دنیای گمشدهٔ ایلام، ترجمهٔ فیروز فیروزنیا، تهران، علمی و فرهنگی، ۱۳۷۱.